# Arabis amurensis
Arabis amurensis är en korsblommig växtart som beskrevs av Nikolaj Adolfovitj Busj. Arabis amurensis ingår i släktet travar, och familjen korsblommiga växter. Inga underarter finns listade i Catalogue of Life.